# Estonia la Concursul Muzical Eurovision Junior
Estonia și-a făcut debutul la Concursul Muzical Eurovision Junior în ediția din 2023 de la Nisa, Franța. Radiodifuzorul estonian Eesti Rahvusringhääling (ERR) este responsabil pentru participarea țării și a ales-o pe Arhanna Sandra Arbma ca prima reprezentantă a Estoniei pentru Junior Eurovision. ERR a difuzat anterior concursul în 2003 și 2004.